# ربيع العرب: زمن الإخوان
ربيع العرب زمن الإخوان كتاب سياسي من تأليف الصحفي والكاتب السعودي الراحل جمال خاشقجي نشر عام 2013 من قبل دار مدارك للنشر وهو عبارة عن مجموعة من المقالات التي تم نشرها منذ بواكير الربيع العربي مع بعض التعديلات.

## محتوى الكتاب
- نكسة 67.
- الإخوان المسلمين.
- الربيع العربي.